# 입법예고
입법예고(立法豫告)란 국민의 권리, 의무 또는 일상생활과 밀접한 관련이 있는 법령등을 제정, 개정 또는 폐지하고자 할 때에는 당해 입법안을 마련한 행정청이 이를 예고하는 것을 말한다. 관련 행정청이 입법예고를 하지 않은 것이 부적당하다고 판단될 때에는 법제청장이 행정청에 대해 입법예고를 권고하거나 직접 예고할 수 있고 입법예고의 방법에 대해서는 법제 업무운영규정 제15조에서 규정한다.
국민의 일상생활과 직접 관련되는 법령안의 내용을 입법에 앞서 국민에게 예고함으로써 국민의 입법 참여 기회를 확대하여 입법의 민주화를 기하고 법령의 실효성을 높여 국가 정책수행의 효율화를 도모하는 제도이다. 제정 또는 개정하고자 하는 법령안의 입법취지와 주요내용을 주관부서의 장(長)이 항목별로 관보 또는 일반신문에 게재하여 예고한다. 입법예고 기간은 예고시에 정하나 특별한 사정이 없는 한 20일 이상이 일반적이다.

## 입법예고의 방법
행정청은 입법안의 취지, 주요내용 또는 전문을 관보, 공보나 인터넷 신문, 방송 등의 방법으로 널리 공고하여야 한다. 입법예고기간은 예고를 할 때 정하되, 특별한 사정이 없는 한 40일 이상으로 한다

## 입법안에 대한 의견

### 의견제출
누구든지 예고된 입법안에 대하여 그 의견을 제출할 수 있다. 행정청은 의견접수기간, 의견제출기관 기타 필요한 사항을 당해 입법안을 예고할 때 함께 공고하여야 한다. 행정청은 입법안에 대하여 공청회를 개최할 수 있다.

### 의견반영
행정청은 당해 입법안에 대한 의견이 제출된 경우 특별한 사유가 없는 한 이를 존중하여 처리하여야 한다. 행정청은 의견을 제출한 자에게 그 제출된 의견의 처리결과를 통지하여야 한다.

## 참고 문헌
- 김철용, 행정법, 고시계사, 2015.

## 같이 보기
- 공청회
- 행정예고